# Mateja Kežman
Mateja Kežman (Belgrado, Serbia; 12 de abril de 1979) es un exfutbolista serbio que jugaba de delantero.

## Biografía
Mateja Kežman es un exfutbolista serbio, aunque no ocupaba plaza de extranjero al tener pasaporte comunitario. Jugaba de delantero y su primer equipo fue el Radnički Pirot.
En 1998 ficha por el Partizán de Belgrado, equipo en el que estuvo dos temporadas y marcó 34 goles. Con este equipo ganó la Liga de su país.
En 2000 ficha por el PSV. En este equipo vivió sus mejores momentos, ya que consiguió ser el máximo goleador de la liga neerlandesa en tres ocasiones, y en una de ellas fue el segundo máximo goleador de Europa consiguiendo la Bota de plata. Con el PSV ganó tres Ligas y dos copas Neerlandesas.
En 2004 se marcha a jugar a la Premier League con el Chelsea. Aunque jugó 23 partidos con este equipo, solo seis fueron como titular. Con el Chelsea consiguió una Liga inglesa y una Community Shield.
Kežman fichó por el Atlético de Madrid en la temporada 05-06. Marcó 8 goles en Liga y 2 en Copa del Rey antes de sufrir una rotura del menisco externo de la rodilla derecha. Su debut en la Primera División de España fue el 28 de agosto de 2005 en el partido Atlético de Madrid 0:0 Zaragoza.
En agosto de 2006, fue traspasado al Fenerbahçe SK, donde ganó la liga y la copa turca. 
En agosto de 2008 se marcha en calidad de cedido al París Saint-Germain, con una opción de compra por 3.7 millones de euros que posteriormente fue ejercida por el equipo parisino. Allí jugó 3 temporadas, ganando la Copa francesa en 2010.
El 3 de noviembre de 2010 el jugador y el Paris Saint Germain llegan a un acuerdo para la anulación de su contrato. En la temporada 2010-2011, Mateja Kezman jugó en el equipo chino South China AA donde ganó la liga y anotó el gol en la final que sirvió para ganar la copa de Hong Kong .
El último día del período de traspasos de verano de 2011 Mateja firma por el Bate Borisov de Bielorrusa donde se proclamó campeón de liga.
A finales de diciembre de 2011 se rescinde su contrato con Bate Borisov y el futbolista queda sin equipo.Volvió a Hong Kong para retirarse finalmente a los 32 años .

### Selección nacional
Ha sido internacional con la selección de fútbol de Serbia y Montenegro en 49 ocasiones.
Fue convocado por dicha selección para jugar el Mundial 2006, celebrado en Alemania.

## Clubes
| Club                     | País                | Año       |
| ------------------------ | ------------------- | --------- |
| FK Radnički Pirot        | Serbia y Montenegro | 1996-1997 |
| FK Loznica               | Serbia y Montenegro | 1997      |
| FK Sartid                | Serbia y Montenegro | 1998      |
| Partizán de Belgrado     | Serbia y Montenegro | 1998-2000 |
| PSV Eindhoven            | Países Bajos        | 2000-2004 |
| Chelsea                  | Inglaterra          | 2004-2005 |
| Atlético de Madrid       | España              | 2005-2006 |
| Fenerbahçe               | Turquía             | 2006-2008 |
| Paris Saint Germain      | Francia             | 2008-2009 |
| FC Zenit San Petersburgo | Rusia               | 2009      |
| Paris Saint-Germain      | Francia             | 2010      |
| South China              | Hong Kong           | 2011      |
| Bate Borisov             | Bielorrusia         | 2011      |
| South China              | Hong Kong           | 2012      |

## Palmarés

### Campeonatos nacionales
| Título                        | Club                 | País         | Año  |
| ----------------------------- | -------------------- | ------------ | ---- |
| SuperLiga Serbia              | Partizan de Belgrado | Serbia       | 1999 |
| Eredivisie                    | PSV Eindhoven        | Países Bajos | 2001 |
| Supercopa de los Países Bajos | PSV Eindhoven        | Países Bajos | 2002 |
| Eredivisie                    | PSV Eindhoven        | Países Bajos | 2003 |
| Supercopa de los Países Bajos | PSV Eindhoven        | Países Bajos | 2004 |
| Premier League                | Chelsea              | Inglaterra   | 2005 |
| Community Shield              | Chelsea              | Inglaterra   | 2005 |
| Superliga de Turquía          | Fenerbahçe           | Turquía      | 2007 |
| Supercopa de Turquía          | Fenerbahçe           | Turquía      | 2007 |
| Copa de Francia               | París Saint-Germain  | Francia      | 2010 |
| HKFA First Division           | South China          | Hong Kong    | 2011 |
| Copa FA de Hong Kong          | South China          | Hong Kong    | 2011 |
| Vysshaya Liga                 | BATE Borisov         | Bielorrusia  | 2011 |

### Distinciones individuales
| Distinción                                           | Año  |
| ---------------------------------------------------- | ---- |
| Máximo goleador de la Meridijan Superliga (27 goles) | 2000 |
| Máximo goleador de la Eredivisie (24 goles)          | 2001 |
| Bota de Bronce de la Eredivisie                      | 2001 |
| Máximo goleador de la Eredivisie (35 goles)          | 2003 |
| Bota de Oro de la Eredivisie                         | 2003 |
| Futbolista del año en los Países Bajos               | 2003 |
| Máximo goleador de la Eredivisie (31 goles)          | 2004 |

## Estadísticas
| 1997/1998 | Loznica    | Serbia       | 13 | 05 | -- | -- | 13 | 5  |  |       |  |     |     |    |    |     |     |
| 1997/1998 | Sartid     | Serbia       | 14 | 04 | -- | -- | 14 | 4  |  |       |  |     |     |    |    |     |     |
| 1998/1999 | Partizan   | Serbia       | 22 | 06 | -- | -- | 22 | 06 |  |       |  |     |     |    |    |     |     |
| 1999/2000 | Partizan   | Serbia       | 32 | 27 | -- | -- | 32 | 27 |  |       |  |     |     |    |    |     |     |
| 2000/2001 | PSV        | Países Bajos | 33 | 24 | 15 | 07 | 48 | 31 |  |       |  |     |     |    |    |     |     |
| 2001/2002 | PSV        | Países Bajos | 27 | 15 | 13 | 04 | 40 | 19 |  |       |  |     |     |    |    |     |     |
| 2002/2003 | PSV        | Países Bajos | 33 | 35 | 09 | 04 | 42 | 39 |  |       |  |     |     |    |    |     |     |
| 2003/2004 | PSV        | Países Bajos | 29 | 31 | 13 | 06 | 42 | 37 |  |       |  |     |     |    |    |     |     |
| 2004/2005 | Chelsea    | Inglaterra   | 25 | 04 | 16 | 03 | 41 | 07 |  |       |  |     |     |    |    |     |     |
| 2005/2006 | At. Madrid | España       | 30 | 08 | 03 | 03 | 33 | 11 |  |       |  |     |     |    |    |     |     |
| 2006/2007 | Fenerbahçe | Turquía      | 28 | 16 | 09 | 02 | 24 | 18 |  | TOTAL |  | 300 | 187 | 74 | 26 | 373 | 223 |